# تيموثي أوليفانت
 تيموثي أوليفانت (بالإنجليزية: Timothy Olyphant)‏ هو ممثل أمريكي من مواليد 20 مايو 1968. ولعب دور البطولة في أفلام كثيرة منها رحل في ستين ثانية، داي هارد 4.0 وهيتمان.

## حياته الشخصية
تموثي متزوج من أليكس نايف منذ العام 1991، حيث كانت حبيبته فيي الجامعة، وله منها بنتان وولد.
والان أصبح عندهما بنت أخرى وكان غريب الاطوار حتى في حياته اليومية

## أدواره
- القاتل المأجور
- حياة حرة أو موت صعب
- رانقو
- انا رقم أربعة
- رحل في 60 ثانية

## وصلات خارجية
- تيموثي أوليفانت على موقع IMDb (الإنجليزية)
- تيموثي أوليفانت على موقع روتن توميتوز (الإنجليزية)
- تيموثي أوليفانت على موقع ألو سيني (الفرنسية)
- تيموثي أوليفانت على موقع تيرنر كلاسيك موفيز (الإنجليزية)
- تيموثي أوليفانت على موقع أول موفي (الإنجليزية)
- تيموثي أوليفانت على موقع بوكس أوفيس موجو (الإنجليزية)
- تيموثي أوليفانت على موقع قاعدة بيانات برودواي على الإنترنت (الإنجليزية)
- تيموثي أوليفانت على موقع قاعدة بيانات الأفلام السويدية (السويدية)
- تيموثي أوليفانت على موقع إن إن دي بي (الإنجليزية)
- تيموثي أوليفانت على موقع ديسكوغز (الإنجليزية)
- Timothy Olyphant at Emmys.com